# とぼねスカイランド
とぼねスカイランドは、かつて愛知県蒲郡市にあったレジャー施設である。

## 概要
蒲郡市と幸田町の境にある遠望峰山にあり、フィールドアスレチックや人工スキー場などがあった。
雇用促進事業団が建設し、1978年（昭和53年）6月にオープン。蒲郡市の外郭団体・都市施設管理協会により運営されていた。JR東海道本線・名鉄蒲郡線 蒲郡駅から直通バスが運行され、一時は年間17,000人近くが訪れるなど多くの客で賑わった。
しかし、入場者数は1日数人、さらにはゼロという日もあるほどまでに減少し経営難に陥り、1998年（平成10年）3月30日で営業を終えた。